# حسين قلي (آبجدان)
حسين قلي (بالفارسية: حسینقلی) هي منطقة سكنية تقع في إيران في قسم آبجدان الريفي. يقدر عدد سكانها بـ 0 نسمة بحسب إحصاء 2016.